# 卡尔德罗克
卡尔德罗克（法語：Cardroc，法語發音：[kaʁdʁɔk]）是法国伊勒-维莱讷省的一个市镇，位于该省西部，属于雷恩区。

## 地理
卡尔德罗克（48°17'7"N, 1°53'23"W）面积7.39 平方千米，位于法国布列塔尼大區伊勒-维莱讷省，该省份为法国西北部沿海省份，位于布列塔尼半岛东部，北濒大西洋，西接阿摩尔滨海省和莫尔比昂省，南至大西洋卢瓦尔省，西南端接曼恩-卢瓦尔省，东临马耶讷省，东北与芒什省接壤。
与卡尔德罗克接壤的市镇（或旧市镇、城区）包括：拉博赛讷、拉沙佩勒绍塞、莱西夫、米尼亚克-苏贝什雷勒。

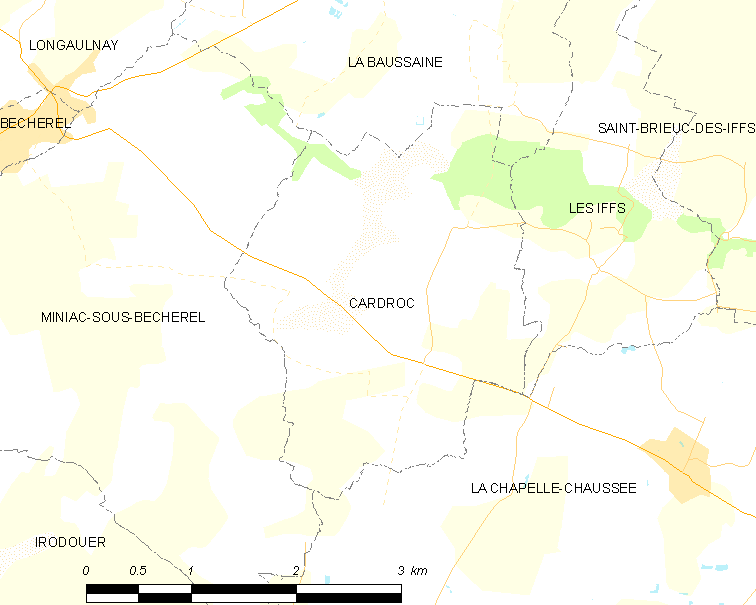
卡尔德罗克的OSM定位图

卡尔德罗克的时区为UTC+01:00、UTC+02:00（夏令时）。

## 行政
卡尔德罗克的邮政编码为35190，INSEE市镇编码为35050。

## 政治
卡尔德罗克所属的省级选区为孔堡县。

## 人口

1962-2008年间卡尔德罗克人口变化图示

卡尔德罗克于2022年1月1日时的人口数量为598人。